# AHL 2019/20
Die Saison 2019/20 war die 84. Spielzeit der American Hockey League (AHL). Während der regulären Saison, die vom 4. Oktober 2019 bis zum 11. April 2020 geplant war, sollten die 31 Teams der Liga 76 oder 68 Begegnungen bestreiten. Aufgrund der Pandemie des Coronavirus wurde die Saison am 12. März 2020 unterbrochen und schließlich etwa zwei Monate später komplett abgesagt.

## Modus
Der Modus entsprach im Wesentlichen dem zur Saison 2015/16 eingeführten. Erstmals seit der Saison 2012/13 blieb das Teilnehmerfeld gegenüber dem Vorjahr unverändert.

## Reguläre Saison

### Abschlusstabellen
Abkürzungen: GP = Spiele, W = Siege, L = Niederlagen, OTL = Niederlage nach Overtime, SOL = Niederlage nach Shootout, GF = Erzielte Tore, GA = Gegentore, Pts = Punkte, Pts% = Punktquote

Erläuterungen: Conference-Sieger; Gewinner der Macgregor Kilpatrick Trophy

#### Eastern Conference
| Atlantic Division              | GP | W  | L  | OTL | SOL | GF  | GA  | Pts | Pts% |
| ------------------------------ | -- | -- | -- | --- | --- | --- | --- | --- | ---- |
| Providence Bruins              | 62 | 38 | 18 | 3   | 3   | 197 | 154 | 82  | .661 |
| Hershey Bears                  | 62 | 37 | 18 | 3   | 4   | 187 | 157 | 81  | .653 |
| Charlotte Checkers             | 61 | 34 | 22 | 5   | 0   | 202 | 172 | 73  | .598 |
| Hartford Wolf Pack             | 62 | 31 | 20 | 6   | 5   | 171 | 173 | 73  | .589 |
| Springfield Thunderbirds       | 61 | 31 | 27 | 3   | 0   | 190 | 186 | 65  | .533 |
| Wilkes-Barre/Scranton Penguins | 63 | 29 | 26 | 3   | 5   | 164 | 193 | 66  | .524 |
| Lehigh Valley Phantoms         | 63 | 24 | 28 | 3   | 7   | 161 | 186 | 58  | .468 |
| Bridgeport Sound Tigers        | 62 | 23 | 33 | 5   | 2   | 152 | 206 | 53  | .421 |

| North Division      | GP | W  | L  | OTL | SOL | GF  | GA  | Pts | Pts% |
| ------------------- | -- | -- | -- | --- | --- | --- | --- | --- | ---- |
| Belleville Senators | 63 | 38 | 20 | 4   | 1   | 234 | 197 | 81  | .643 |
| Rochester Americans | 62 | 33 | 20 | 4   | 5   | 181 | 173 | 75  | .605 |
| Utica Comets        | 61 | 34 | 22 | 3   | 2   | 210 | 186 | 73  | .598 |
| Binghamton Devils   | 62 | 34 | 24 | 4   | 0   | 189 | 182 | 72  | .581 |
| Syracuse Crunch     | 62 | 30 | 23 | 4   | 5   | 202 | 210 | 69  | .556 |
| Laval Rocket        | 62 | 30 | 24 | 5   | 3   | 183 | 182 | 68  | .548 |
| Toronto Marlies     | 61 | 29 | 27 | 3   | 2   | 206 | 212 | 63  | .516 |
| Cleveland Monsters  | 62 | 24 | 31 | 5   | 2   | 159 | 192 | 55  | .444 |

#### Western Conference
| Central Division      | GP | W  | L  | OTL | SOL | GF  | GA  | Pts | Pts% |
| --------------------- | -- | -- | -- | --- | --- | --- | --- | --- | ---- |
| Milwaukee Admirals    | 63 | 41 | 14 | 5   | 3   | 211 | 141 | 90  | .714 |
| Iowa Wild             | 63 | 37 | 18 | 4   | 4   | 194 | 171 | 82  | .651 |
| Grand Rapids Griffins | 63 | 29 | 27 | 3   | 4   | 177 | 193 | 65  | .516 |
| Chicago Wolves        | 61 | 27 | 26 | 5   | 3   | 155 | 175 | 62  | .508 |
| Rockford IceHogs      | 63 | 29 | 30 | 2   | 2   | 156 | 187 | 62  | .492 |
| Texas Stars           | 62 | 27 | 28 | 3   | 4   | 171 | 192 | 61  | .492 |
| San Antonio Rampage   | 61 | 24 | 25 | 7   | 5   | 161 | 184 | 60  | .492 |
| Manitoba Moose        | 61 | 27 | 33 | 1   | 0   | 160 | 190 | 55  | .451 |

| Pacific Division    | GP | W  | L  | OTL | SOL | GF  | GA  | Pts | Pts% |
| ------------------- | -- | -- | -- | --- | --- | --- | --- | --- | ---- |
| Tucson Roadrunners  | 58 | 36 | 19 | 1   | 2   | 198 | 163 | 75  | .647 |
| Colorado Eagles     | 56 | 34 | 18 | 3   | 1   | 188 | 162 | 72  | .643 |
| Stockton Heat       | 55 | 30 | 17 | 4   | 4   | 194 | 170 | 68  | .618 |
| San Diego Gulls     | 57 | 30 | 19 | 6   | 2   | 185 | 164 | 68  | .596 |
| Ontario Reign       | 57 | 29 | 22 | 5   | 1   | 166 | 198 | 64  | .561 |
| Bakersfield Condors | 56 | 21 | 27 | 5   | 3   | 162 | 202 | 50  | .446 |
| San Jose Barracuda  | 55 | 21 | 27 | 5   | 2   | 179 | 192 | 49  | .445 |

### Beste Scorer
Abkürzungen: Sp = Spiele, T = Tore, V = Assists, Pkt = Punkte, +/− = Plus/Minus, SM = Strafminuten; Fett: Bestwert
| Spieler           | Mannschaft   | Sp | T  | V  | Pkt | +/− | SM |
| ----------------- | ------------ | -- | -- | -- | --- | --- | -- |
| Sam Anas          | Iowa         | 63 | 20 | 50 | 70  | −4  | 10 |
| Reid Boucher      | Utica        | 53 | 34 | 33 | 67  | +8  | 45 |
| Gerry Mayhew      | Iowa         | 49 | 39 | 22 | 61  | +16 | 68 |
| Josh Norris       | Belleville   | 56 | 31 | 30 | 61  | +9  | 21 |
| Alex Barré-Boulet | Syracuse     | 60 | 27 | 29 | 56  | +2  | 22 |
| Drake Batherson   | Belleville   | 44 | 16 | 38 | 54  | +14 | 24 |
| Alex Formenton    | Belleville   | 61 | 27 | 26 | 53  | +8  | 65 |
| Brayden Burke     | Tucson       | 51 | 21 | 31 | 52  | +12 | 34 |
| Chris Terry       | Grand Rapids | 57 | 21 | 30 | 51  | −17 | 32 |
| Daniel Carr       | Milwaukee    | 47 | 23 | 27 | 50  | +19 | 20 |
| Nikolai Goldobin  | Utica        | 51 | 19 | 31 | 50  | −3  | 14 |

### Beste Torhüter
Die kombinierte Tabelle zeigt die jeweils drei besten Torhüter in den Kategorien Gegentorschnitt und Fangquote sowie die jeweils Führenden in den Kategorien Shutouts und Siege.
Abkürzungen: GP = Spiele, TOI = Eiszeit (in Minuten), W = Siege, L = Niederlagen, OTL = Overtime-Niederlagen, GA = Gegentore, SO = Shutouts, Sv% = gehaltene Schüsse (in %), GAA = Gegentorschnitt; Fett: Saisonbestwert
Es werden nur Torhüter erfasst, die mindestens 1200 Spielminuten absolviert haben. Sortiert nach bestem Gegentorschnitt.
| Spieler           | Team       | GP | TOI     | W  | L | OTL | GA | SO | Sv%  | GAA  |
| ----------------- | ---------- | -- | ------- | -- | - | --- | -- | -- | ---- | ---- |
| Daniel Vladař     | Providence | 25 | 1407:08 | 14 | 7 | 1   | 42 | 3  | 93,6 | 1,79 |
| Igor Schestjorkin | Hartford   | 25 | 1454:37 | 17 | 4 | 3   | 46 | 3  | 93,4 | 1,90 |
| Connor Ingram     | Milwaukee  | 33 | 1905:41 | 21 | 5 | 5   | 61 | 2  | 93,3 | 1,92 |
| Kaapo Kähkönen    | Iowa       | 34 | 2058:20 | 25 | 6 | 3   | 71 | 7  | 92,7 | 2,07 |

## Vergebene Trophäen

### Mannschaftstrophäen
| Auszeichnung                                                     | Team                |
| ---------------------------------------------------------------- | ------------------- |
| Calder Cup Gewinner der AHL-Playoffs                             | nicht vergeben      |
| Richard F. Canning Trophy Gewinner des Eastern-Conference-Finale | nicht vergeben      |
| Robert W. Clarke Trophy Gewinner des Western-Conference-Finale   | nicht vergeben      |
| Macgregor Kilpatrick Trophy Bestes Team der regulären Saison     | Milwaukee Admirals  |
| Frank S. Mathers Trophy Bestes Team der Eastern Conference       | Providence Bruins   |
| Norman R. „Bud“ Poile Trophy Bestes Team der Western Conference  | Milwaukee Admirals  |
| Emile Francis Trophy Bestes Team der Atlantic Division           | Providence Bruins   |
| F. G. „Teddy“ Oke Trophy Bestes Team der North Division          | Belleville Senators |
| Sam Pollock Trophy Bestes Team der Central Division              | Milwaukee Admirals  |
| John D. Chick Trophy Bestes Team der Pacific Division            | Tucson Roadrunners  |

### Individuelle Trophäen
| Auszeichnung                                                                                                   | Spieler                      | Team                |
| --- | ---------------------------- | ------------------- |
| Les Cunningham Award MVP der regulären Saison                                                                  | Gerry Mayhew                 | Iowa Wild           |
| John B. Sollenberger Trophy Bester Scorer                                                                      | Sam Anas                     | Iowa Wild           |
| Willie Marshall Award Bester Torschütze                                                                        | Gerry Mayhew                 | Iowa Wild           |
| Dudley „Red“ Garrett Memorial Award Bester Rookie                                                              | Josh Norris                  | Belleville Senators |
| Eddie Shore Award Bester Verteidiger                                                                           | Jake Bean                    | Charlotte Checkers  |
| Aldege „Baz“ Bastien Memorial Award Bester Torhüter                                                            | Kaapo Kähkönen               | Iowa Wild           |
| Harry „Hap“ Holmes Memorial Award Torhüter mit dem geringsten Gegentorschnitt                                  | Troy Grosenick Connor Ingram | Milwaukee Admirals  |
| Louis A. R. Pieri Memorial Award Bester Trainer                                                                | Karl Taylor                  | Milwaukee Admirals  |
| Fred T. Hunt Memorial Award Für den Spieler, der durch Fairness, Einsatz und Hingabe herausragt                | John McCarthy                | San Jose Barracuda  |
| Yanick Dupré Memorial Award Für den Spieler, der sich durch besonderen Einsatz in der Gesellschaft auszeichnet | Troy Grosenick               | Milwaukee Admirals  |
| Jack A. Butterfield Trophy MVP der Calder-Cup-Playoffs                                                         | nicht vergeben               | nicht vergeben      |

### All-Star-Teams
| First All-Star Team | First All-Star Team                   |
| ------------------- | ------------------------------------- |
| Angriff:            | Reid Boucher – Josh Norris – Sam Anas |
| Verteidigung:       | Jake Bean – Brennan Menell            |
| Tor:                | Kaapo Kähkönen                        |

| Second All-Star Team | Second All-Star Team                               |
| -------------------- | -------------------------------------------------- |
| Angriff:             | Gerry Mayhew – Alex Barré-Boulet – Drake Batherson |
| Verteidigung:        | Jacob MacDonald – Brogan Rafferty                  |
| Tor:                 | Connor Ingram                                      |

| All-Rookie Team | All-Rookie Team                               |
| --------------- | --------------------------------------------- |
| Angriff:        | Alex Formenton – Josh Norris – Jack Studnicka |
| Verteidigung:   | Joey Keane – Brogan Rafferty                  |
| Tor:            | Cayden Primeau                                |